# خور لي
خور لي (بالإنجليزية: Lee Creek)‏ هو نهر موجود بولاية نيوساوث ويلز, أستراليا.
مترجم من Lee Creek